# Elve
Die Elve ist eine Bauerschaft von Füchtorf, einem Ortsteil von Sassenberg, Nordrhein-Westfalen. Durch die Elve fließt der Klapperbach, der in den Süßbach mündet.

## Bauernmarkt
Jährlich am letzten Wochenende im April findet auf der Elve ein großer Bauernmarkt einschließlich einer Gewerbemesse statt, der mehrere hundert Besucher hat.